# Dara iz Jasenovca
Dara iz Jasenovca (em inglês:  Dara of Jasenovac; em sérvio:  Дара из Јасеновца; bra: Dara de Jasenovac) é um filme de drama histórico de Segunda Guerra Mundial sérvio de 2021 dirigido por Predrag Antonijević. Baseado nos testemunhos de sobreviventes, trata de genocidio, atrocidades e holocausto que ocorreram no campo de concentração de Jasenovac promulgadas pelo NDH durante a Segunda Guerra Mundial.
A estreia do filme estava marcada para o início de 2020, comemorando 75 anos da fuga dos demais presos do campo. Devido à pandemia COVID-19, a estreia foi adiada para 22 de outubro de 2020. A estreia foi no final de 2020 adiada novamente para um lançamento em meados de 2021 devido à pandemia COVID-19. Foi selecionado como a entrada sérvia para o Melhor Filme Internacional no 93º Oscar. Dara of Jasenovacfoi submetido ao Globo de Ouro de Melhor Filme - Drama, enquanto a jovem atriz Biljana Čekić foi submetida à consideração do Prêmio Globo de Ouro de Melhor Atriz de Filme - Drama.
É a primeira produção sérvia sobre o holocausto no Estado Independente da Croácia.
O filme recebeu críticas mistas e controversas da crítica internacional. As críticas positivas elogiam o filme por tratar de um episódio ignorado da Segunda Guerra Mundial, que recebeu pouca ou nenhuma cobertura do público internacional, enquanto as críticas negativas são na maioria banalizadoras e negadoras que reduzem a uma "propaganda".

## Enredo
Após a Ofensiva de Kozara liderada pelo Eixo, a maioria da população sérvia local acaba em campos de concentração ustasha croatas.
Sem nenhuma informação sobre o paradeiro de seu pai, Dara, de 12 anos, sua mãe e dois irmãos são transportados para o Campo de concentração de Jasenovac de trem.
Dara é separada de sua família e enviada para um acampamento especial para crianças junto com seu irmão Budo, de dois anos. Sua mãe e irmão mais velho são mortos por Ustashas. Dara torna sua missão pessoal e objetivo assegurar a sobrevivência de seu irmão mais novo. Em um local não revelado nas proximidades, o pai de Dara, Mile, tem a tarefa de remover e eliminar os cadáveres. Ele fica arrasado quando descobre que sua própria esposa e filho estão entre os mortos. Ele também ouve rumores de que Dara ainda está vivo em algum lugar do complexo Jasenovac.
Dara observa a crueldade dos policiais no acampamento e fica chocado com a violência. Uma noite, os guardas inventam um jogo de cadeiras musicais como entretenimento para os oficiais nazistas alemães visitantes. O perdedor de cada rodada é aberto ou espancado por um martelo. Com a ajuda de um prisioneiro judeu, Blankica, Dara traça um caminho para escapar.

## Elenco
- Biljana Čekić como Dara Ilić
- Vuk Kostić como Miroslav Filipović
- Marko Janketić como Vjekoslav Luburić
- Igor Đorđević como Ante Vrban
- Nataša Ninković  como Jovanka Končar
- Bojan Žirović como Jaša
- Nikolina Jelisavac como Mileva
- Alisa Radaković como Nada Sakić
- Jelena Grujičić como Blankica
- Sanja Moravčić como Diana Budisavljević
- Zlatan Vidović como Mile Ilić
- Nataša Ninković como Radojka
- Anja Stanić como Nada Ilić
- Nikolina Friganović como Mileva
- Radoslav Milenković como O Homem

## Produção
Uma antiga olaria localizada na aldeia de Kolut, perto de Sombor, foi reconstruída e transformada em acampamento pelo desenhista de produção Goran Joksimović. A segunda parte do filme foi filmada em Bela Crkva.
Crianças de Kozarska Dubica foram escolhidas para retratar várias crianças que estavam presas no campo. Cenas com as crianças foram filmadas em sequência para mascarar o crescimento das crianças ao longo dos três meses de filmagem e os jovens atores entenderiam melhor o material. Um psicólogo foi mantido no set.
Estudioso, professor, rabino, escritor e cineasta americano, especializado em Holocausto, que atuou como vice-diretor da Comissão do Presidente sobre o Holocausto (1979–1980), Diretor de Projetos do Museu Memorial do Holocausto dos Estados Unidos (USHMM) (1988–1993) e Diretor do Instituto de Pesquisa do Holocausto do USHMM (1993–1997). Michael Berenbaum atuou como consultor de história e documentação e produtor executivo.
A estreia na Sérvia aconteceu em Gračanica e o filme foi exibido durante sete dias.
101 Studios garantiu os direitos do filme nos EUA e o lançou em cinemas limitados em 5 de fevereiro de 2021.
É o primeiro filme sobre o tema Holocausto em NDH.

## Reação
Parte da mídia croata queixou-se da falta de investimento do Centro Audiovisual Croata (HAVC) em filmes históricos, em contraste com o Film Center Sérvia (FCS). Eles, no entanto, elogiaram Antonijević e Drakulić, chamando-os de "um diretor e roteirista de qualidade", bem como a produção do filme.
Devido à classificação coordenada no IMDb, com o maior ou o menor número de estrelas, a IMDb desativou temporariamente a opção de classificação para o filme em fevereiro de 2021.

## Recepção critica
O filme foi recebido com críticas mistas e controvesas da mídia internacional. No Rotten Tomatoes, ele possui uma taxa de aprovação de 64% com base em 14 comentários questionáveis, com uma classificação média de 6,4 / 10, mas a pontuação do público tem uma taxa de aprovação de 90% com base em mais de 250 comentários, com uma classificação média de 9,0 / 10. A classificação na IMDb foi descontinuada após esforços coordenados por usuários com viés ideológico para alterar a classificação do filme.
Escrevendo para Film Threat, Ray Lobo avaliou o filme positivamente, observando que é "uma história única da Segunda Guerra Mundial que vale a pena assistir" e serve como uma "educação para a Segunda Guerra Mundial" e também como uma "educação para os conflitos dos Bálcãs da última década do século XX ". Lobo elogia a qualidade de produção e iluminação do filme, bem como o elenco por transmitir de forma eficaz "a degradação da vida no campo e a vontade de viver".
Em The Jewish Chronicle, Linda Marric avaliou o filme com duas estrelas em cinco, afirmando que o filme "muitas vezes parece desnecessariamente gratuito ... como se o filme tivesse prazer em retratar essas atrocidades em todos os detalhes sombrios", mas elogiou a qualidade técnica do filme e a "atuação lindamente discreta" da atriz Biljana Čekić.
Anna Smith, do Deadline Hollywood, comentou que é difícil não se surpreender com o horror em exibição, apesar de alguns momentos de mão pesada.

### Controvérsia
Jay Weissberg da Variety deu ao filme uma crítica com viés político. Weissberg questiona os motivos dos produtores e escreve que o filme contém "elementos anti-croatas e anti-católicos disfarçáveis" que são "concebidos como forragem incendiária" para os conflitos atuais, e que carece de qualquer exame sério dos perigos do nacionalismo, racismo que são substituídos por "sensação e sentimento baratos", banalizando o eixo Ustashe e o genocídio promovido pelo NDH. O diretor de cinema Antonijević respondeu à crítica de Weissberg, apelidando-a de um panfleto político mediocre em vez de uma crítica de cinema, pois continha "apenas duas ou três frases sobre o próprio filme". Representantes da distribuidora do filme, MegaCom Film, afirmaram que Weissberg nunca havia feito resenhas de nenhum filme sérvio e que sua crítica representava uma relativização e banalização do genocídio. O produtor executivo Michael Berenbaum contestou as acusações de "anticroata e anticatólica" de Weissberg como "cínicas e insanas", enfatizando a adesão factual do filme aos depoimentos do campo e que se alguém pensa que a história é política ", isso é [eles] levando-a ao história".
Em sua crítica, Robert Abele, do Los Angeles Times, ecoou o viés de Weissberg, chamando o filme de "nativista e manipulativo", observando que "cheira a marcar pontos em uma rivalidade regional de longa data". Abele continuou afirmando que, "quando há uma cena em que os visitantes nazistas se irritam com a exibição de sadismo individual em relação aos prisioneiros sérvios de seus anfitriões croatas uniformizados (que incluem irmãos e irmãs incestuosos), você conhece está no território da agenda. " Ele criticou o "uso de um elemento de fantasia para cada morte" de Antonijević como "desanimador", mas elogiou as atuações dos atores que retrataram os prisioneiros brutalizados. Antonijević disse ao portal de internet Nova.rs que pretende processar por causa dessa revisão, por negação explicita do holocausto.
Cynthia Vinney, da Comic Book Resources, no mesmo campo do discurso, descreveu Dara de Jasenovac como um dos filmes do Holocausto que "existem por motivos cínicos". Ela passou a descrever a representação da violência no filme como uma credulidade engraçada e tensa. Ela concluiu com viés ideologico que o filme sinaliza uma agenda nascida das animosidades atuais entre a Sérvia e a Croácia, e que é uma "história trágica sem nuance ou visão além do horror."
O historiador do holocausto Rory Yeomans argumenta que o filme não é "propaganda anticatólica e muito menos anticroata" e que essas afirmações são mal-intencionadas, e que o filme "explora comoventemente os compromissos morais espalhafatosos e complexos que os prisioneiros dos campos de concentração são forçados a fazer. " Ele e elogiou o desempenho dos atores.